# Diocèse de Caltagirone
Le diocèse de Caltagirone (en latin : Diœcesis Calatayeronensis ; en italien : Diocesi di Caltagirone) est un diocèse de l'Église catholique en Italie, suffragant de l'archidiocèse de Catane et appartenant à la région ecclésiastique de Sicile.

## Territoire

région ecclésiastique de Sicile avec le diocèse de Caltagirone en rouge

Le diocèse est situé dans la partie sud de la province de Catane, les autres parties de cette province sont dans le diocèse d'Acireale et dans l'archidiocèse de Catane. Il possède un territoire de 1 551 km2 divisé en 57 paroisses et regroupées en 5 archidiaconés.
Son évêché est dans la ville de Caltagirone où se trouve la cathédrale de San Giuliano (attribuée à saint Julien du Mans) ; le diocèse compte deux basiliques mineures : Santa Maria del Monte et San Giacomo Apostolo.  Le pèlerinage de la Madonna del Ponte, qui garde le souvenir d'une apparition de la Vierge le 15 août 1573, est devenue sanctuaire marial diocésain en 1987.

## Histoire
La création du diocèse fait partie du projet d'extension des diocèses siciliens décidé par le parlement de Sicile et présenté au roi Ferdinand III le 5 avril 1778. Le roi, favorable au projet, confie la tâche à la députation du Royaume d'étudier la possibilité de le réaliser. Le processus est interrompu par la Révolution française et repris par le parlement sicilien le 24 mars 1802 lorsqu'une nouvelle demande est présentée pour la réorganisation des diocèses siciliens, toujours accueillie favorablement par le même roi mais qui a pris le nom de Ferdinand Ier après la création du royaume des Deux-Siciles.
Caltagirone est érigé en diocèse le 12 septembre 1816 par la bulle pontificale Romanus Pontifex du pape Pie VII en prenant sur le territoire du diocèse de Syracuse et devient suffragant de l'archidiocèse de Monreale. Les premiers évêques organisent le nouveau diocèse et, dans son rapport pour la visite ad limina de 1859, l'archevêque Luigi Natoli déclare que le diocèse a tout ce qui peut désirer un diocèse bien ordonné. Le même évêque fait deux fois la visite pastorale du diocèse en promouvant des associations laïques et des conseils administratifs pour la gestion des biens ecclésiastiques mais sa politique pro-Bourbons l'oblige à vivre en exil pendant quelques années. Son successeur Giovanni Battista Bongiorno a des relations difficiles avec son clergé et les autorités civiles à tel point que le Saint-Siège le force à démissionner. L'évêque Saverio Gerbino célèbre le premier synode diocésain et organise le séminaire. Le 20 mai 1844, il prend sa structure territoriale actuelle et devient partie de la province ecclésiastique de l'archidiocèse de Syracuse, il cède une partie de son district au diocèse de Piazza Armerina et acquiert en même temps les municipalités de Ramacca du diocèse de Catane et Mirabella Imbaccari du diocèse de Piazza Armerina.
Le 2 décembre 2000, il devient suffragant de l'archidiocèse de Catane par la bulle Ad maiori consulendum du pape Jean-Paul II. Le 20 mars 2010, Calogero Peri est le 1er évêque qui reçoit la consécration épiscopale dans la cathédrale de Caltagirone.

## Évêques
- Gaetano Trigona e Parisi (1818-1833) nommé archevêque de Palerme
- Benedetto Denti, O.S.B. (1833-1853)
- Giuseppe Maria Maniscalco, O.F.M. (1854-1855)
  - siège vacant (1855-1858)
- Luigi Natoli (1858-1867) nommé archevêque de Messine
  - siège vacant (1867-1872)
- Antonio Morana (1872-1879)
- Giovanni Battista Bongiorno, C.O. (1879-1887)
- Saverio Gerbino (1887-1898)
- Damaso Pio De Bono (1898-1925)
- Giovanni Bargiggia (1927-1937) nommé évêque de Vigevano
- Pietro Capizzi (1937-1960)
- Francesco Fasola (1960-1963) nommé archevêque de Messine
- Carmelo Canzonieri (1963-1983)
- Vittorio Luigi Mondello (1983-1990) nommé archevêque de Reggio de Calabre
- Vincenzo Manzella (1991-2009) nommé évêque de Cefalù
- Calogero Peri, O.F.M.Cap (2010-   )

## Sources
- (it) Cet article est partiellement ou en totalité issu de l’article de Wikipédia en italien intitulé « Diocesi di Caltagirone » (voir la liste des auteurs).
- (en) Catholic Hierarchy